# Близнецы Крамп
«Близнецы Крамп» (англ. The Cramp Twins) — американско-британский рисованный мультсериал, созданный Брайаном Вудом (англ. Brian Wood).
История о двух братьях-близнецах Люсьена и Уэйна Крамп, которые живут с одержимой гигиеной матерью (Дороти Крамп) и отцом-фанатом ковбоев Запада. Действие происходит в вымышленном типичном городке «Мыльный Город», в котором располагается химический завод, где и работает отец близнецов. Люсьен и Уэйн никак не могут вместе ужиться, так как они полная противоположность друг другу. Люсьен: тихоня, вегетарианец, увлекается наукой, любит природу и животных, является отличником. Люсьену приходится всё время терпеть шутки и унижения от своего брата Уэйна. Уэйн же, наоборот, сорви-голова, крепкий, сильный, задира, хулиган, всё время пытается увильнуть из школы, чтобы провести время на свалке. У него есть только один друг, хозяин свалки, на которой как раз и проводит время Уэйн. Он не может усидеть на месте, и поэтому в каждой серии Уэйн пытается что-то сделать.
Премьера сезона была показана в Великобритании 3 сентября 2001 года на Cartoon Network (Великобритания). 2 февраля 2002 года стали показывать на каналах BBC One и CBBC. Первый сезон закончился 21 июня 2002 года. Второй сезон стартовал осенью 2003 года и закончился в конце 2003-го. 3 сезон начался в 2004 году и закончился в 2005 году. 4 сезон начался в 2006-м и закончился в этом же году.

## Персонажи

### Основные
- Люсьен Крамп: умнее и смышлёнее близнеца, но является «лузером». Люсьен является тихоней и отличником в школе. Нежный и чувствительный Люсьен, которого часто обижает его брат Уэйн, и называет «девчонкой», «ботаником» и «слюнтяем». Люсьен увлекается наукой, любит природу и является вегетарианцем. Люсьен также любит животных, кошек и собак, но из-за его матери, которая является фанатом чистоты, категорически запрещает держать в доме животных. Тайно, от родителей Люсьен держит «ферму» с червями под кроватью, об этом знают только Уэйн, Тони, Мари и Венди. Во многих эпизодах становится ясно, что он боится клоунов. Люсьен имеет многие навыки, в том числе вязание и игре на арфе. Люсьен любит ходить вместе со своим другом Тони на болото (это единственное место, где Люсьен получает мир, потому что его брат-близнец Уэйн боится этого места). Люсьен считается старше своего близнеца, так как он родился первым в начальных титрах. Люсьена озвучивала Кэтти Сьюси.
- Уэйн Крамп: с синим оттенком кожи, антигерой мультсериала. Он выше ростом, разрушительнее, сильнее, крепче и менее смышлёный, чем его брат-близнец Люсьен, сорвиголова. Уэйну нравится мусор, он собирает его на автосвалке и прячет в своей комнате. Большую часть своего времени проводит на свалке, которая принадлежит его единственному другу, Грязному Джо. В отличие от Люсьена, который любит болото, Уэйн боится этого места, а также боится лягушек. Уэйна постоянно раздражает Венди Уинкл, которая влюблена в него. Только любовь Уэйна принадлежит чему-нибудь сладкому, что является для него основным источником энергии, и, если он лишится, он становится усталым, вялым и говорит ерунду. Уэйн любит, чтобы на него создавали впечатление, что он лучше ведет себя из близнецов к своей матери, а иногда и к Мисс Хисси, но на самом деле, он любит манипулировать для достижения своих целей. Иногда Люсьен попадает в беду из-за неподобающего поведения Уэйна. Притворяется, что любит своего брата, когда Уэйну от своего брата что-то нужно. Уэйна озвучивал Томас Кенни.
- Дороти Крамп: мать братьев-близнецов и жена Хораса Крампа. Имеет жёлтый оттенок кожи. Дороти домохозяйка, не переносит грязь в доме, не разрешает Люсьену держать в доме животных, которых он так любит. В прачечной, которая находится в подвале дома у неё настоящая лаборатория, где Дороти пытается создать новые чистящие средства. Дороти любит своих сыновей, но часто ошибочно полагает, что Уэйн, как ангел, а Люсьен является нарушителем, так как приносит разную живность в дом. Не воспринимает должным образов певицу Родео Риту, которую так любит его муж. Она влюблена в Агента Х, который подозревается Люсьеном, чтобы иностранец. Дороти Крамп озвучил Николь Оливер.
- Хорас Невилл Крамп: отец Уэйна и Люсьена и муж Дороти Крамп. Имеет зелёный оттенок кожи. Он работает на местном химическом заводе. Является фанатом дикого запада и певицы Родео Риты. Он всегда пытается произвести впечатление на своего босса, директора завода Уолтера Уинкла, но безуспешно. Хораса Крампа озвучил Йен Джеймс Корлетт.
- Тони Парсонс: лучший друг Люсьена Крампа. Мальчик из многодетной семьи. Он и его семья являются представителями болотного народа. Он обладает обширными знаниями о болоте, традиции и истории своего народа. У него много братьев и сестер. Его отец Сэт Парсонс, а мать Лилиан Парсонс. Тони значительно ниже сверстников и терпит различные неудобства из-за роста. Например, он во время езды на велосипеде он вынужден использовать флаг, чтобы быть заметным. Кроме того, очень комплексует из-за своего роста. Находится на семейном обучении. Он и Мари являются лучшими друзьями Люсьена. Тони Парсонса озвучила Терри Классен.
- Венди Уинкл: единственная дочь Уолтера Уинкла. Венди крайне требовательна ко всему, что может быть достигнуто путём богатства её родителей. Она также очень груба со всеми, кроме Уэйна, в которого она влюблена. Это является главной темой в мультсериале и она пытается сделать все, чтобы завоевать его сердце. К сожалению, все попытки оказываются неудачными, так как Уэйн всегда ненавидит её. Венди не переносит Люсьена, и всегда присоединяется к Уэйну, когда тот издевается над ним. Иногда, Венди угрожает другим детям в школе, попросив отца уволить их родителей. Она ненавидит болото, хотя её семья произошла от Болотного Народа. Венди озвучивала Джейн Патерсон.
- Мари Фелпс: Мари Фелпс является другом друга Люсьена Крампа. Она часто борется с Люсьеном за сохранение окружающей среды. Она приемный ребёнок в семье, удочерена шатенкой со странными обычаями. Он себя считает себя «белой вороной» в приемной семье, также её смущает привычки её семьи. Люсьен был влюблен в Мари, когда она почувствовала жалость к нему в то время, он был уверен, что он никогда не будет иметь подругу, но ничего не вышло. Тем не менее, они остались хорошими друзьями. Мари озвучивала Табита Сен-Жермен.

### Главные
- Грязный Джо Малдун: мужчина средних лет, который живёт в трейлере на территории свалки. Хозяин свалки в которой часто бывает Уэйн. Единственный друг Уэйна. На экране не показывается (за исключением руки и частей его одежды). В одной из серии ночевал у Уэйна. Суда по эпизодам он никогда не купался и не принимал душ, впервые помывшись в гостях у Крампов.
- Уолтер Уинкл (Мистер Уинкл): Уолтер Уинкл владелец химического завода по производству мыла и чистящих средств. Босс Горация Невилла Крампа. Дочь — Венди Уинкл, жена — Мисис Уинкл. Очень любит свою дочь Венди и делает то, что она скажет. Практически владеет всем городом, так как многие люди работают на него и боятся что-то сделать не так. Он (как это намекнул во многих эпизодах), брат Сэта Парсонса, следовательно, происходит от Болотного Народа. Но само болото ненавидит, например, в одном из эпизодах построил сливную трубу, которая выливает отходы завода в болото. Уолтера озвучивал Колин Мёрдок.
- Хиллари Хисси (Мисс Хисси): Хиллари Хисси работает учителем в школе, где учатся Люсьен, Уэйн и Мари. Она ненавидит Уэйна и является другом Грязного Джо. В одном из эпизодов была влюблена в Горация Крампа. Она очень несимпатична и её методы обучения обычно издевательские. В одном эпизоде выясняется, что она владеет боевыми искусствами, а именно каратэ. Она имеет длинную палку-указку с колокольчиками под названием «Адреналин» и угрожает ученикам, стучя по парте или встряхивая его в агрессивной манере, чтобы поразить их. Хиллари озвучивала Кэти Веселюк.
- Сэт Парсенс: болотный человек. Отец своего большого семейства. Имеет много детей, один из них Тони Парсенс, главный герой мультсериала, который является лучшим другом Люсьена Крампа. Жена — Лилиан Парсенс. В одной из серии становится ясно, что будучи молодым он был разбойником по кличке «Шляпа», и был такого же роста, как и его сын Тони Парсенс. Сэта озвучивал Терри Классен.
- Мистер Прэтти: директор школы Мыльного Города. Чрезмерно энергичен, часто обвиняет Мисс Хисси в своей некомпетентности. Мистера Прэтти озвучивал Джей Бразо.
- Лилиан Парсенс: представитель Болотного народа. Мать большого семейства, муж — Сэт Парсенс, сын — Тони Парсенс, один из главных героев мультсериала. Лилаана озвучивала Полин Ньюстоун.
- Агент Х: таинственный агент чистящего средства. В него влюблена Дороти Крамп. Существуют доказательства то, что он тайный шпион, например, в одной из серии он подарил Дороти Крамп секретный чемодан.

### Второстепенные
- Мисис Уинкл: мать Венди и жена Уолтера Уинкла. Она ведет себя более или менее спокойно, чем её муж, но игнорирует тот факт, что они происходят из Болотных людей.
- Парикмахер: парикмахер, сменивший Фелпса. Дороти Крамп приводит своих братьев Люсьена и Уэйна к нему. В силу обстоятельств в конечном итоге он закрывает свой магазин полностью.
- Большая девочка: двоюродная сестра Люсьена и Уэйна. Хотя ей пять лет, она не может ни говорить, ни ходить. По словам Дороти Крамп, «она тратит всю свою энергию на рост».
- Родео Рита: всадница быка, певица исполняющая в стиле йодль. Гораций Невилл Крамп влюблен в неё и является большим поклонником.

## Награды
- BAFTA Children’s Awards 2002

- Номинация за лучшую анимацию.

## Близнецы Крамп в других странах
- Великобритания The Cramp Twins CN TOO, Cartoon Network (UK), CBBC
- Болгария Близнаците Крамп Cartoon Network
- Россия Близнецы Крамп Cartoon Network, М1, Столица
- Казахстан Близнецы Крамп Cartoon Network, Первый канал Евразия
- Дания Krampe tvillingerne Cartoon Network
- Греция Cartoon Network Star Channel
- Македония  Близнаците Крамп Cartoon Network
- Норвегия Krampetvillingene Cartoon Network
- Польша Bliźniaki Cramp Cartoon Network
- Испания Los Terribles Gemelos Cramp Cartoon Network, Boomerang
- Португалия Os Cramp Twins Cartoon Network
- Венгрия A Görcs ikrek Cartoon Network
- Италия I Gemelli Cramp Cartoon Network, Rai Due
- Ирландия Cramp Twins TG4, Cartoon Network
- Саудовская Аравия التوأم المختلف MBC 3
- Румыния Gemenii Cramp Cartoon Network
- Германия Die Cramp Twins Super RTL, Jetix, KI.KA, Cartoon Network
- Швеция Tvillingarna Kramp Cartoon Network
- Франция Les Jumeaux Barjos Cartoon Network, Canal+, TF1, France 3, La Deux
- Израиль התאומים השובבים/התאומים לבית קראמפ Cartoon Network, Channel 1
- Турция Cramp İkizler Cartoon Network
- Украина Близнюки Крамп TET TV, ICTV, Малятко ТВ